# Aeschynanthus truncatus
Aeschynanthus truncatus là một loài thực vật có hoa trong họ Tai voi. Loài này được (Elmer) Schltr. mô tả khoa học đầu tiên năm 1923.